# Elecciones federales de 2000 en Baja California Sur
Las Elecciones federales en Baja California Sur de 2000 se llevaron a cabo el domingo 2 de julio de 2000, renovándose los titulares de los siguientes cargos de elección popular del estado mexicano de Baja California Sur:
Diputados Federales de Baja California Sur. Dos de ellos electos por mayoría relativa, elegidos en cada uno de los Distritos electorales, mientras que los otros son elegidos mediante representación proporcional. 
Senadores de Baja California Sur. Dos de ellos electos por mayoría relativa, uno electo por primera minoría, elegidos en una elección a nivel estatal.  
Las coaliciones que participaron en el estado fueron "Alianza Por El Cambio" y "Alianza Por México".

## Resultados

### Presidente de la República
|  | 36.20 % |

|  | 33.46 % |

|  | 26.91 % |

|  | 1.25 % |

|  | 0.27 % |

|  | 0.22 % |

|  | 0.01 % |

|  | 98.33 % |

|  | 1.67 % |

|  | 100.00 % |

|  | 67.18 % |

#### Resultados por Distrito Federal
|  | 37.82 % |

|  | 37.29 % |

|  | 21.50 % |

|  | 1.31 % |

|  | 35.48 % |

|  | 31.76 % |

|  | 29.32 % |

|  | 1.94 % |

|  | 36.20 % |

|  | 33.46 % |

|  | 26.91 % |

|  | 1.74 % |

#### Resultados por Municipio
|  | 38.41 % |

|  | 32.84 % |

|  | 25.20 % |

|  | 1.36 % |

|  | 34.39 % |

|  | 31.98 % |

|  | 29.94 % |

|  | 2.13 % |

|  | 43.80 % |

|  | 41.99 % |

|  | 11.84 % |

|  | 0.96 % |

|  | 38.27 % |

|  | 31.18 % |

|  | 27.74 % |

|  | 1.44 % |

|  | 35.52 % |

|  | 42.28 % |

|  | 18.79 % |

|  | 1.34 % |

|  | 36.20 % |

|  | 33.46 % |

|  | 26.91 % |

|  | 1.74 % |

### Senado de la República
|  | 37.90 % |

|  | 30.76 % |

|  | 27.17 % |

|  | 0.88 % |

|  | 0.74 % |

|  | 0.56 % |

|  | 0.01 % |

|  | 98.01 % |

|  | 1.99 % |

|  | 100.00 % |

|  | 65.71 % |

#### Resultados por Distrito Federal
|  | 31.86 % |

|  | 33.46 % |

|  | 30.29 % |

|  | 1.74 % |

|  | 40.54 % |

|  | 29.58 % |

|  | 25.80 % |

|  | 2.37 % |

|  | 37.90 % |

|  | 30.76 % |

|  | 27.17 % |

|  | 2.18 % |

#### Resultados por Municipio
|  | 37.59 % |

|  | 28.39 % |

|  | 29.44 % |

|  | 1.82 % |

|  | 42.64 % |

|  | 29.24 % |

|  | 23.94 % |

|  | 2.50 % |

|  | 20.96 % |

|  | 38.32 % |

|  | 37.48 % |

|  | 0.99 % |

|  | 34.94 % |

|  | 30.47 % |

|  | 30.76 % |

|  | 2.02 % |

|  | 26.33 % |

|  | 39.56 % |

|  | 29.71 % |

|  | 1.81 % |

|  | 37.90 % |

|  | 30.76 % |

|  | 27.17 % |

|  | 2.18 % |

### Diputados federales
|  | 38.78 % |

|  | 30.94 % |

|  | 25.74 % |

|  | 1.51 % |

|  | 0.52 % |

|  | 0.49 % |

|  | 0.30 % |

|  | 0.03 % |

|  | 98.03 % |

|  | 1.97 % |

|  | 100.00 % |

|  | 65.24 % |

#### Resultados por Distrito Federal
|  | 32.72 % |

|  | 32.97 % |

|  | 29.15 % |

|  | 2.46 % |

|  | 41.44 % |

|  | 30.05 % |

|  | 25.80 % |

|  | 2.56 % |

|  | 38.78 % |

|  | 30.94 % |

|  | 25.74 % |

|  | 2.53 % |

#### Resultados por Municipio
|  | 38.44 % |

|  | 27.98 % |

|  | 27.67 % |

|  | 3.08 % |

|  | 43.41 % |

|  | 30.44 % |

|  | 21.63 % |

|  | 2.82 % |

|  | 21.84 % |

|  | 38.18 % |

|  | 36.50 % |

|  | 0.94 % |

|  | 36.23 % |

|  | 29.02 % |

|  | 31.19 % |

|  | 1.87 % |

|  | 27.21 % |

|  | 38.84 % |

|  | 29.47 % |

|  | 1.94 % |

|  | 38.78 % |

|  | 30.94 % |

|  | 25.74 % |

|  | 2.53 % |